# دوهسون
دوهسون (بالسويدية: Abraham Konstantin Mouradgea d'Ohsson)‏ (1779 - 1851 م) هو دبلوماسي ومستشرق ومؤرخ سويدي.
تخرج من جامعة أوبساله. عين كاتيا في سفارة بلاده في بباريس، ثم وزيرا في السفارة والسويدية ببرلين.
من آثاره نشر الجزء الثالث من كتاب والده في السلطنة العثمانية (باريس، 1820 م) ، وصنف كتابا في تاريخ المغول في أربعة أجزاء (لاهاي، 1834-1835 م وأمستردام، 1852 م).